# Buon anno ragazzi
Buon anno ragazzi è il terzo singolo del Consorzio Suonatori Indipendenti, pubblicato nel 1996. Il disco del singolo veniva dato insieme all'album Linea Gotica.

## Tracce
1. Buon anno ragazzi – 8:46 (testo: Giovanni Lindo Ferretti – musica: Giorgio Canali, Massimo Zamboni, Gianni Maroccolo, Francesco Magnelli)

## Formazione
C.S.I.
- Giovanni Lindo Ferretti - voce
- Giorgio Canali - chitarra, missaggio
- Massimo Zamboni - chitarra
- Gianni Maroccolo - basso
- Francesco Magnelli - tastiere

Crediti
- Diego Cuoghi - realizzazione grafica (copertina)